# لاگه
شهر لاگه (به آلمانی: Laage) در ایالت مکلنبورگ-فورپومن در کشور آلمان واقع شده‌است.